# Ferme-Neuve
Ferme-Neuve è un comune del Canada, situato nella provincia del Québec, nella regione di Laurentides.